# Donax saxulum
Donax saxulum is een tweekleppigensoort uit de familie van de Donacidae. De wetenschappelijke naam van de soort is voor het eerst geldig gepubliceerd in 1855 door Reeve.